# Maruti SX4
La Maruti SX4 est une berline tricorps du constructeur automobile indo-japonais Maruti Suzuki vendue en Inde. Elle est semblable aux Suzuki SX4 vendus aux États-Unis ou au Japon.